# Lajo
Lajo  (okcitán nyelven L’Atgièr) község Franciaország déli részén, Lozère megyében. 2011-ben 106 lakosa volt.

## Fekvése
Lajo a Margeride-hegységben, 1220 méteres  (a községterület 1064-1436 méteres) tengerszint feletti magasságban fekszik, a Limagnole patak (a Truyère mellékvize) forrása közelében,  Saint-Alban-sur-Limagnole-tól 12 km-re északkeletre, Le Malzieu-Ville-től 11 km-re keletre.
Nyugatról Saint-Alban-sur-Limagnole, északról Le Malzieu-Forain, keletről Chanaleilles (Haute-Loire megye), délről Sainte-Eulalie községek határolják. Le Malzieu-Ville-lel a D14-es, Saint-Albannal a D987-es megyei utak kötik össze.
A községhez tartoznak La Rouzerie, La Roche és L’Estival települések.

## Története
A község a történelmi Gévaudan Apcher-i báróságához tartozott. A L’Hospitalet-hágónál már 1198-ban kápolna és zarándokkórház állt, mely a 17. században elpusztult. A faluról az első írásos említések a 17. századból származnak. 1837. május 2-án vált önálló községgé, korábban Saint-Albanhoz tartozott.

### Demográfia
| Év   | Lakosság |
| ---- | -------- |
| 1836 | 428      |
| 1851 | 391      |
| 1876 | 456      |
| 1901 | 442      |
| 1936 | 286      |

| Év   | Lakosság |
| ---- | -------- |
| 1946 | 292      |
| 1954 | 241      |
| 1962 | 238      |
| 1968 | 209      |

| Év   | Lakosság |
| ---- | -------- |
| 1975 | 182      |
| 1982 | 135      |
| 1990 | 133      |
| 1999 | 136      |
| 2010 | 108      |

## Nevezetességei
- Temploma 1824-ben épült.
- Gránitból épült jellegzetes házak.
- A Saint-Roch-kápolna a megyehatáron áll a L’Hospitalet-hágónál (1309 m), fontos zarándokhely (itt halad el egyben a Via Podiensis zarándokút Saugues - Saint-Alban közti szakasza is). Egy középkori zarándokkórház helyén épült 1900-ban.
- A község területén két 19. századi gránitkereszt található.
- La Roche-ban 19. századi malom található.

## Kapcsolódó szócikk
- Lozère megye községei